# Marek Sząszor
Marek Sząszor (ur. 28 sierpnia 1970 w Gdańsku) – polski łyżwiarz figurowy, startujący w kategorii solistów; dwukrotny Mistrz Polski, uczestnik licznych imprez międzynarodowych, w tym Mistrzostw Europy. Po zakończeniu kariery zawodnika, podjął pracę trenera w macierzystym Gdańsku.
Brat startującego w tańcach na lodzie; Andrzeja Sząszora.

## Wybrane osiągnięcia
| Zawody międzynarodowe   | Zawody międzynarodowe | Zawody międzynarodowe | Zawody międzynarodowe | Zawody międzynarodowe | Zawody międzynarodowe | Zawody międzynarodowe | Zawody międzynarodowe | Zawody międzynarodowe | Zawody międzynarodowe | Zawody międzynarodowe |
| Zawody                  | 89–90                 | 90–91                 | 91–92                 | 92–93                 | 93–94                 | 94–95                 | 95–96                 | 96–97                 | 97–98                 | 98–99                 |
| ----------------------- | --------------------- | --------------------- | --------------------- | --------------------- | --------------------- | --------------------- | --------------------- | --------------------- | --------------------- | --------------------- |
| Mistrzostwa Europy      |                       |                       |                       | 25                    |                       |                       |                       |                       |                       |                       |
| Finlandia Trophy        |                       |                       |                       |                       |                       |                       | 14                    |                       |                       |                       |
| Golden Spin Zagrzeb     |                       |                       |                       |                       |                       |                       |                       |                       | 13                    | 11                    |
| Karl Schäfer Memorial   |                       |                       |                       |                       |                       |                       |                       | 19                    |                       |                       |
| Memoriał Ondreja Nepeli |                       |                       |                       |                       |                       |                       |                       |                       | 8                     |                       |
| Paekdusan Prize         |                       |                       |                       |                       |                       |                       |                       |                       |                       | 2                     |
| Piruetten               |                       |                       |                       |                       | 21                    |                       |                       |                       |                       |                       |
| Sundets Pärla Cup       |                       |                       |                       |                       |                       |                       |                       | 1                     |                       |                       |
| Zawody krajowe          |                       |                       |                       |                       |                       |                       |                       |                       |                       |                       |
| Mistrzostwa Polski      | 1                     |                       |                       | 1                     |                       |                       |                       |                       |                       | 2                     |